# Dorfkirche Dranse

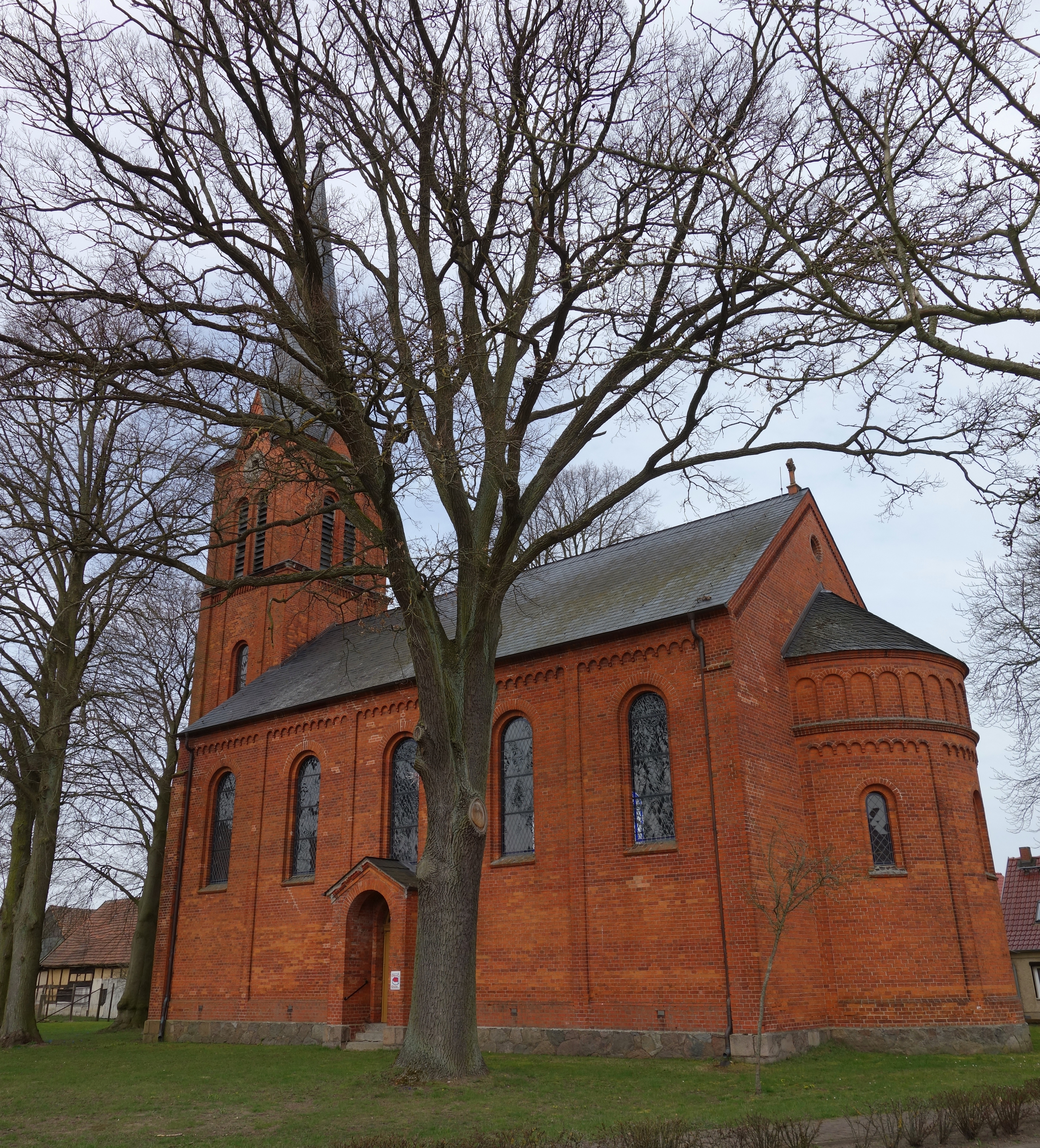
Dorfkirche Dranse

Die evangelische Dorfkirche Dranse ist eine im Rundbogenstil errichtete Saalkirche aus dem Jahr 1861 in Dranse, einem Ortsteil der Stadt Wittstock/Dosse im Landkreis Ostprignitz-Ruppin im Land Brandenburg. Die Kirchengemeinde gehört zum Kirchenkreis Wittstock-Ruppin im Sprengel Potsdam in der Evangelischen Kirche Berlin-Brandenburg-schlesische Oberlausitz.

## Lage
Die Dorfstraße führt von Südwesten kommend in nordöstlicher Richtung durch den Ort. Am historischen Dorfanger spannt sie eine Fläche auf. Die Kirche steht südlich dieses Angers und dort westlich der Dorfstraße auf einem Grundstück, das nicht eingefriedet ist.

## Geschichte
Die Kirchengemeinde vermutet, dass es bereits im Jahr 1233 eine Kirche im Ort gegeben hat. Weitere Informationen hierüber sind jedoch bislang nicht überliefert. Als sicher gilt, dass der Vorgängerbau baufällig wurde und sich daher der Pfarrer Gustav Böckler für einen Neubau einsetzte. Dieser wurde im Jahr 1861 an Stelle einer Fachwerkkirche errichtet. Federführend für den Bau war der Kreisbaumeister Wedecke aus Kyritz, der sich bei seinen Arbeiten am Stil der Schinkel-Schule orientierte. Der Abbruch der alten Kirche begann am 4. April und dauerte 14 Tage. Am 30. Juni 1861 fand die Grundsteinlegung für den Neubau statt. Aus einer Visitation am 1. Oktober 1862 ist überliefert, dass das Bauwerk bereits vollendet war. Aus den Jahren 1884 und 1888 ist bekannt, dass Ausbesserungsarbeiten am Gebäude erforderlich waren. 1892 beauftragte die Kirchengemeinde den Orgelbauer Friedrich Hermann Lütkemüller mit dem Bau einer Orgel, die erstmals am 1. Mai des Jahres erklang. Im Ersten und später auch im Zweiten Weltkrieg musste die Kirchengemeinde je zwei Glocken aus Bronze im Zuge einer Metallspende des deutschen Volkes abgeben. Zu Weihnachten 1930 wurde die Kirche erstmals mit elektrischem Strom versorgt. Beim Einzug der Roten Armee zum Ende des Zweiten Weltkrieges wurde die Kirche durch zwei sowjetische Panzergranaten am 2. Mai 1945 beschädigt. Die Ausbesserungsarbeiten konnten erst im Jahr 1956 vollendet werden. Anfang der 1960er Jahre wurden die fehlenden Glocken ersetzt. Zur Zeit der DDR verfiel das Bauwerk dennoch zusehends. Einige Fenster waren zerstört und Feuchtigkeit dran in das Gebäude ein. Nach der Wende wurden diese Schäden mit Hilfe von Spenden behoben. Im Jahr 2000 erfolgte eine umfassende Sanierung.

## Baubeschreibung

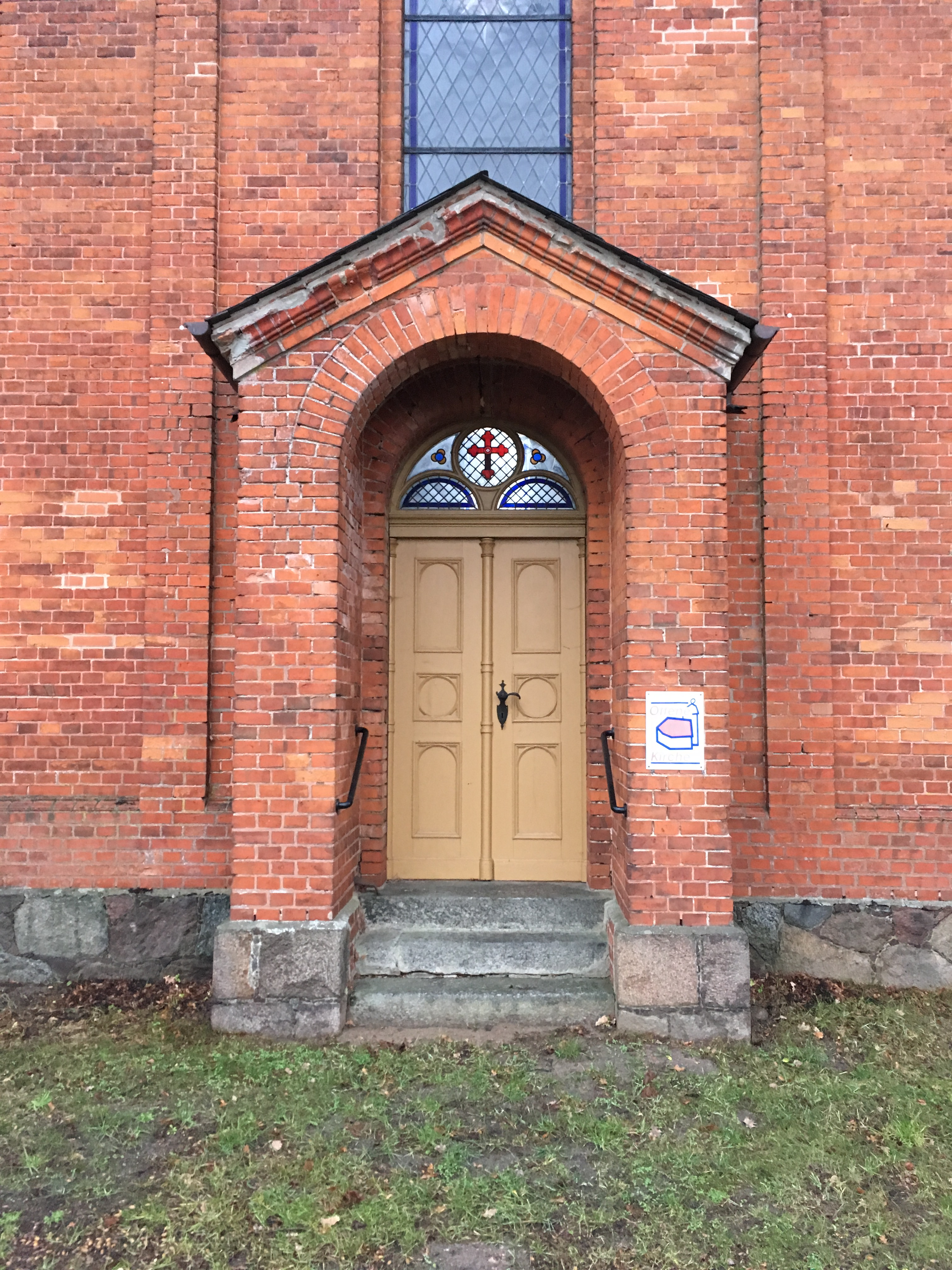
Westportal

Die Kirche wurde im Wesentlichen aus rötlichem Mauerstein auf einem schmalen Sockel aus unbehauenen und nicht lagig geschichteten Feldsteinen errichtet. Der Chor ist halbkreisförmig und stark eingezogen. Das Bauteil wurde optisch durch zwei Lisenen in drei Felder gegliedert. Dort befindet sich jeweils ein schmales Rundbogenfenster. Den oberen Abschluss der Felder bildet ein nach unten geöffneter Rundbogenfries. Darüber ist eine schmale, umlaufende und fensterlose Arkadenreihe; darauf ein Kegeldach.
Das Kirchenschiff hat einen rechteckigen Grundriss. An seiner nordöstlichen Seite ist eine schmale Rundbogenpforte, die über eine kleine Treppe erreicht werden kann. Ansonsten ist die Ostwand fensterlos. Lediglich unterhalb des Dachfirsts im Giebel ist eine kleine, kreisförmige Öffnung. Die Nordwand des Schiffs ist streng und klar gegliedert. Insgesamt sechs Lisenen bilden auch hier jeweils ein großes Feld, in dem ein Rundbogenfenster eingelassen ist. Der obere Abschluss ist auch hier ein nach unten geöffneter Rundbogenfries. Die Südseite ist fast identisch aufgebaut. Lediglich unterhalb des mittleren Fensters ist ein kleiner Vorbau mit einer Pforte. Es trägt, wie auch das Schiff, ein schlichtes Satteldach. An der Westwand des Schiffs ist an jeder Seite ein kleines Rundbogenfenster.
Daran schließt sich nach Westen der Kirchturm an. Er hat einen quadratischen Grundriss und ist gegenüber dem Schiff stark eingezogen. Der Turm kann durch ein großes, profiliertes Rundbogenportal von Westen her betreten werden. Zwei unterschiedlich dicke Lisenen führen an seiner Westseite über die gesamte Fläche bis zum Turmgeschoss. Während an der Nordseite im unteren Geschoss ein Rundbogenfenster ist, befindet sich an der Südseite ein halbkreisförmiger Turmansatz mit einem Treppenaufgang. Im unteren Drittel ist eines, im oberen Drittel sind zwei Rundbogenfenster. Oberhalb des Westportal befinden sich zwei weitere Rundbogenfenster, die übereinander angeordnet wurden. Sie werden durch je ein schmaleres Fenster an der Nord- und Südseite im Turm ergänzt. Oberhalb eines umlaufenden Gesimses ist das Glockengeschoss. An jeder Seite sind zwei paarweise angeordnete Klangarkaden; darüber eine kreisförmige Öffnung, an der sich zu einer früheren Zeit eine Turmuhr befand. Der geknickte Turmhelm schließt mit Turmkugel und Kreuz ab.

## Ausstattung
Zur Kirchenausstattung gehört ein kleines Kruzifix aus der Mitte des 15. Jahrhunderts. Seine Wirkung wird im Dehio-Handbuch als „ausdrucksvoll“ bezeichnet. Aus dem Ende des 15. Jahrhunderts stammt eine beschädigte Anna selbdritt sowie ein stehender Salvator mundi aus dem 16. Jahrhundert. Die übrige Kirchenausstattung stammt einheitlich aus der Bauzeit der Kirche.
Die Apsis ist mit einer Arkatur ausgemalt; darin figürliche Darstellungen von Paulus von Tarsus und Simon Petrus. Im Turm hängen drei Glocken, die bis 1996 per Hand betätigt wurden.
Südlich des Bauwerks erinnert ein Denkmal an die Gefallenen aus den Weltkriegen.